# جورج لوت
جورج لوت (انگلیسی: George Lott؛ زاده ۱۶ اکتبر ۱۹۰۶ درگذشته ۳ دسامبر ۱۹۹۱) یک تنیس‌باز اهل ایالات متحده آمریکا بود.